# Centre d'Art du Rouge-Cloître
 (décembre 2015).
Le Centre d’Art de Rouge-Cloître est une institution communale située dans les restes du prieuré de l'abbaye du Rouge-Cloître.
Il organise entre autres des expositions artistiques et des ateliers de sensibilisation à l’art, pour les enfants.